# 世仙站
世仙站（韓語：세선역）是朝鮮民主主義人民共和國咸镜北道稳城郡世仙面的一個鐵路車站，属于咸北线。

## 邻近车站
咸北线
丰利站 - 世仙站 - 稳城站